# Samoa nos Jogos Olímpicos de Verão de 2012
Samoa competiu nos Jogos Olímpicos de Verão de 2012, que aconteceram na cidade de Londres, no Reino Unido, de 27 de julho até 12 de agosto de 2012.

## Halterofilismo
Masculino
| Atleta         | Evento | Arranque (kg) | Arremesso (kg) | Total (kg) | Posição |
| -------------- | ------ | ------------- | -------------- | ---------- | ------- |
| Toafitu Perive | -77kg  | 122,0         | 167,0          | 289,0      | 11º     |

Feminino
| Atleta      | Evento | Arranque (kg) | Arremesso (kg) | Total (kg) | Posição |
| ----------- | ------ | ------------- | -------------- | ---------- | ------- |
| Ele Opeloge | +75kg  | 117,0         | 150,0          | 267,0      | 6º      |

## Taekwondo
Samoa conseguiu vaga para duas categorias de peso, ambas conquistadas no qualificatório oceânico, realizado em Noméa, na Nova Caledônia:
- mais de 80 kg masculino;
- mais de 67 kg feminino.

## Tiro com arco
| Atleta                  | Prova               | Rodada de classificação | Rodada de classificação | Ronda dos 64                 | Ronda dos 32           | Ronda dos 16           | Quartos-finais         | Semifinais             | Final                  | Final       |
| Atleta                  | Prova               | Placar                  | Pos.                    | Adversário e resultado       | Adversário e resultado | Adversário e resultado | Adversário e resultado | Adversário e resultado | Adversário e resultado | Pos.        |
| ----------------------- | ------------------- | ----------------------- | ----------------------- | ---------------------------- | ---------------------- | ---------------------- | ---------------------- | ---------------------- | ---------------------- | ----------- |
| Maureen Tuimalealiifano | Individual feminino | 520                     | 63º                     | KOR S-J. Lee D 0-2, 0-2, 0-2 | Não avançou            | Não avançou            | Não avançou            | Não avançou            | Não avançou            | Não avançou |